# Victoire Conen de Saint-Luc

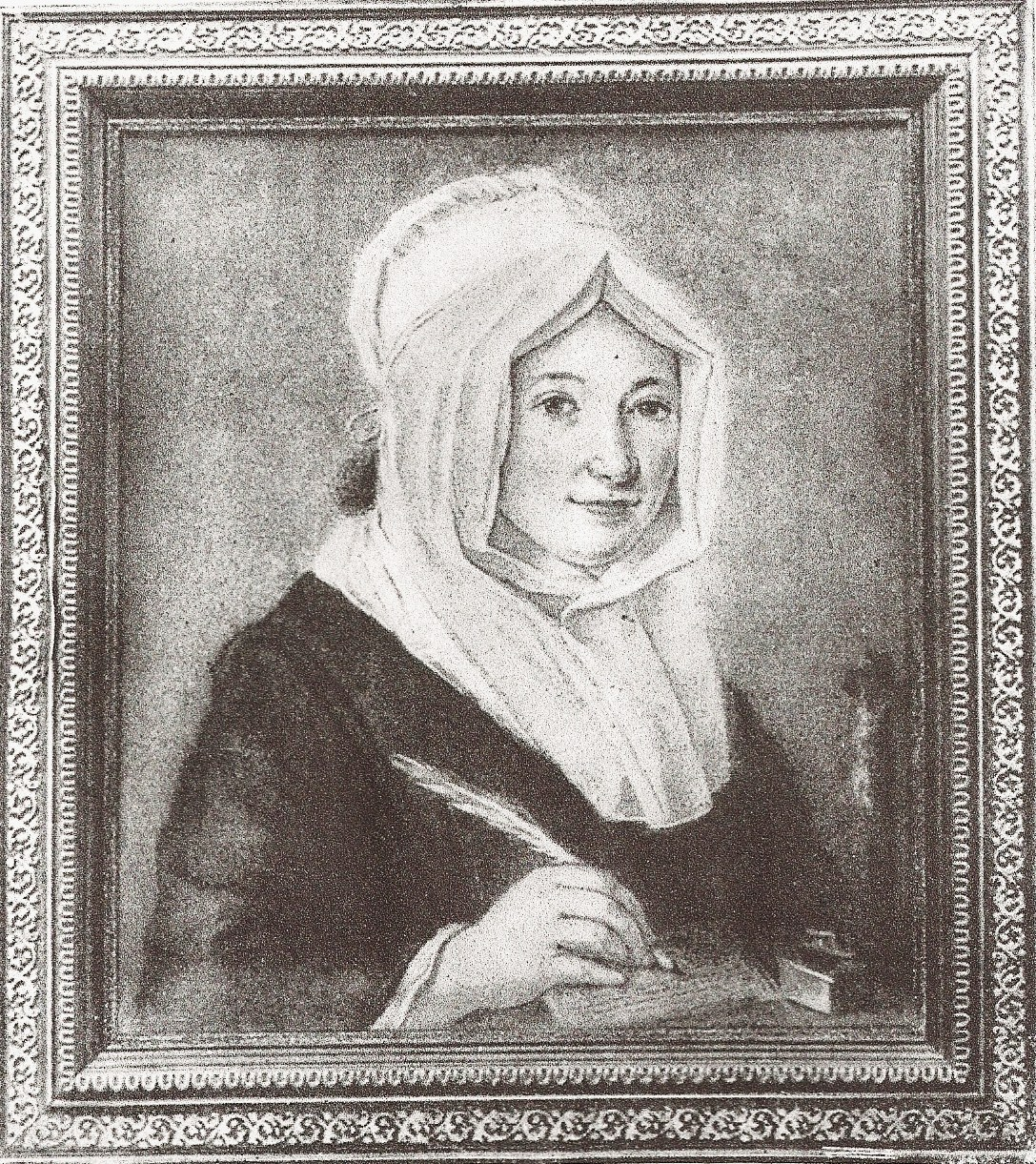
Victoire Conen de Saint-Luc

Victoire Conen de Saint-Luc, född 1761, död 1794, var en fransk memoarskrivare. Hon är känd för sin dagbok som beskriver hennes liv under franska revolutionen.  Hon betraktas som martyr och en "Guds Tjänare" inom katolska kyrkan. 

## Biografi
Victoire Conen de Saint-Luc var dotter till den adlige domaren Gilles Conen de Saint-Luc och Françoise Marie du Bot. Hon blev 1782 medlem i den religiösa orden Dames de la Retraite i Quimper, vilket var en religiös orden där man inte avlade fulla klosterlöften, även om hon allmänt betecknas som nunna.
Ordenshuset stängdes 1792 och hon flyttade tillbaka till sin familj. Under skräckväldet greps hon och hennes föräldrar och åtalades för att sympatisera med och stå i kontakt med rebellerna i Upproret i Vendée, sedan hon målat religiösa symboler som var gemensamma med rebellerna, och som hon också gett till dem. Både hon och hennes föräldrar dömdes som skyldiga och avrättades.
Victoire Conen de Saint-Lucs memoarer, eller kanske snarare hennes dagbok, beskriver hennes fängelsetid i Carhaix 1793–1794.